# اتیلر
اتیلر (انگلیسی: Etiler) یک محله در شهرداری و ناحیه بشیکتاش (استانبول)، استان استانبول استانبول، ترکیه است.